# آتوتک
آتوتک (انگلیسی: Atotech) شرکت تولید صنعتی آلمانی است، که در سال ۱۹۹۳ تأسیس شد.